# Hemei
Hemei (chinesisch 和美鎮, Pinyin Héměi Zhèn, Pe̍h-ōe-jī Hô-bí-tìn) ist eine Stadtgemeinde (鎮,  Zhèn) im Landkreis Changhua in der Republik China auf Taiwan.

## Lage und Klima
Hemei liegt im Norden des Landkreises Changhua in der Changhua-Ebene an der Grenze zum Stadtgebiet von Taichung. Die Grenze zu letzterem wird weitgehend vom Flusslauf des Dadu oder Dadu Xi (大肚溪) gebildet. Auf der anderen Flussseite grenzt der Stadtbezirk Dadu von Taichung an, im Osten und Südosten das Stadtgebiet der Kreishauptstadt Changhua, im Süden in einem sehr kurzen Abschnitt die Gemeinde Xiushui und im Westen die Gemeinden Lukang, Xianxi und Shengang.
Das Klima entspricht einem subtropischen Monsunklima mit einer Jahresmitteltemperatur von 23 °C. Die meisten Niederschläge fallen in den Monaten Februar bis September.

## Geschichte
Die Region war ursprünglich von der indigen-taiwanischen Ethnie der Babuza besiedelt. Chinesische Einwanderer vom Festland siedelten sich ab dem Jahr 1665 an. Sie kamen hauptsächlich aus den Gegenden der heutigen Städte Quanzhou und Zhangzhou in der Provinz Fujian. Der auf zwei Schriftzeichen verkürzte Ortsname Hemei beschwor die Harmonie zwischen den beiden Volksgruppen und das gemeinsame Bestreben, einen schönen Ort zu schaffen (和平,  hépíng – „Frieden, friedlich“, 美,  měi – „schön, Schönheit“). Während der Zeit der japanischen Herrschaft (1895–1945) wurde Hemei am 1. Oktober 1920 als „Dorf“ organisiert (和美庄,  Héměi zhuāng). Im Oktober 1943 erhielt es den Status einer „Straße“, d. h. städtischen Siedlung (和美街,  Héměi jiē), nachdem vorangegangene Planungen, es in die Stadt Changhua einzugemeinden, nicht realisiert worden waren. Nach 1945 kam Taiwan zur Republik China, und Hemei wurde eine Stadtgemeinde (和美鎮,  Héměi Zhèn) im Landkreis Taichung. Erneute Bestrebungen, Hemei in die Stadt Changhua einzugliedern, stießen auf Widerstand der örtlichen Bevölkerung und wurden nicht umgesetzt. Ab 1950 gehörte Hemei zum neu gegründeten Landkreis Changhua.

## Bevölkerung
In Bezug auf die Einwohnerzahl lag Hemei 2020 mit etwas weniger als 90.000 Einwohnern nach den Städten Changhua und Yuanlin an dritter Stelle unter den 26 Gemeinden des Landkreises Changhua. Ende 2019 lebten 495 Angehörige indigener Völker in Hemei, entsprechend einem Bevölkerungsanteil von 0,6 %.
| Gliederung von Hemei |
|                      |

## Verwaltungsgliederung
Hemei ist in 32 Ortsteile (里,  Lǐ) unterteilt:
1 Henan (和南里)

2 Hebei (和北里)

3 Hexi (和西里)

4 Sizhang (四張里)

5 Mianqian (面前里)

6 Ren’ai (仁愛里)

7 Shanli (山犁里)

8 Yagou (雅溝里)

9 Nandian (南佃里)

10 Zhenping (鎮平里)

11 Yuanbi (源埤里)

12 Daxia (大霞里)

13 Jiali (嘉犁里)

14 Zhao’an (詔安里)

15 Tieshan (鐵山里)

16 Xinzhuang (新庄里)

17 Licheng (犁盛里)

18 Tangyou (糖友里)

19 Zhongliao (中寮里)

20 Zhongwei (中圍里)

21 Zhuyuan (竹園里)

22 Huanshe (還社里)

23 Ganjing (柑井里)

24 Hedong (和東里)

25 Zhuying (竹營里)

26 Touqian (頭前里)

27 Yuemei (月眉里)

28 Haoxiu (好修里)

29 Tucuo (塗厝里)

30 Jiabao (嘉寶里)

31 Ditan (地潭里)

32 Hunei (湖內里)

## Verkehr
Hemei ist verkehrstechnisch intensiv erschlossen. Parallel zum Ufer des Dadu-Flussen verläuft die Nationalstraße 3 (Autobahn). Am Ostrand der Gemeinde zieht die Nationalstraße 1 entlang. Innerhalb des Gemeindegebiets verlaufen die Kreisstraßen 134, 134甲, 135, 138, 139, 139甲. Ein Eisenbahnanschluss besteht im benachbarten Changhua.

## Besonderheiten
Die 1857 gegründete Daodong-Akademie (道東書院,  Dàodōng Shūyuàn, ) im Ortsteil Hexi ist eine Bildungseinrichtung aus der späten Qing-Dynastie. Das Haus der Familie Chen (陳家洋樓,  Chénjiā yáng lóu – „Gebäude der Familie Chen im westlichen Stil“, ) im Ortsteil Tucuo ist ein repräsentatives Haus aus der japanischen Zeit, erbaut von dem Literaten Chen Xugu (陳虛谷), eines Vertreters der literarischen Emanzipationsbewegung zur Zeit der japanischen Kolonialherrschaft.

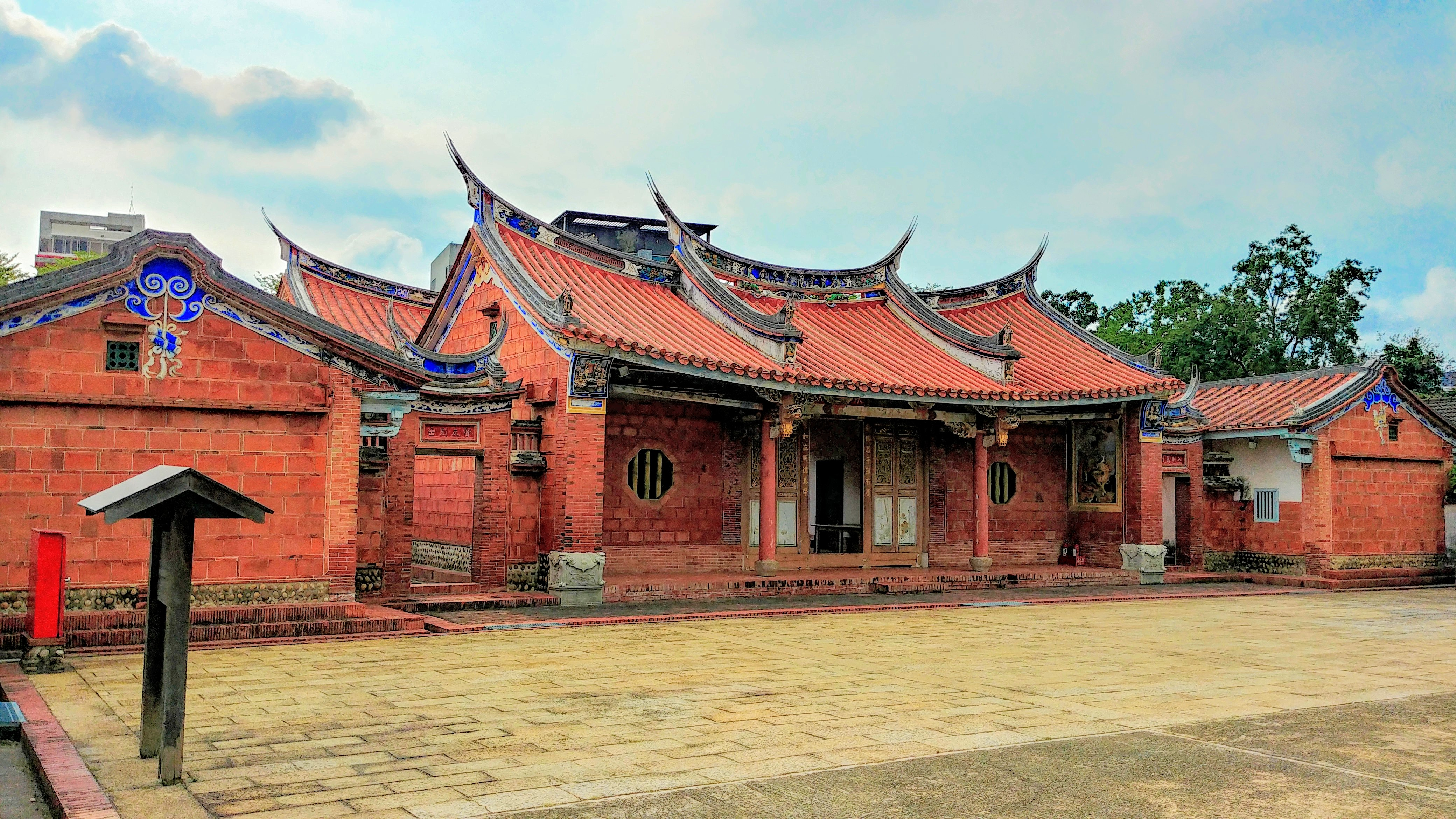
Daodong-Akademie
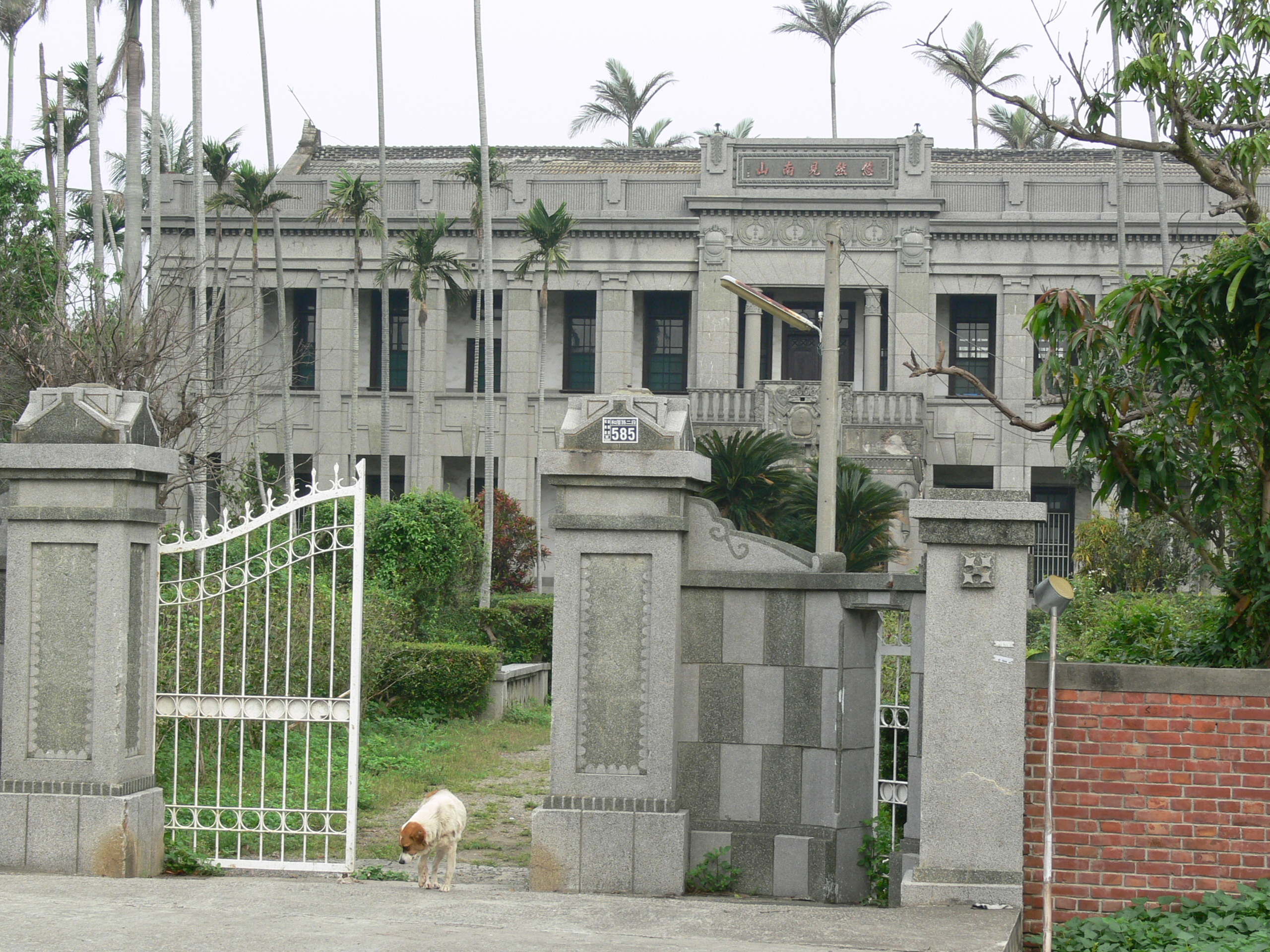
Haus der Familie Chen